# Аткинсон (округ)
Аткинсон (англ. Atkinson County) — округ штата Джорджия, США. Население округа на 2000 год составляло 7609 человек. Административный центр округа — город Пирсон.

## История
Округ Аткинсон основан в 1917 году.

## География
Округ занимает площадь 875.4 км2.

## Демография
Согласно Бюро переписи населения США, в округе Аткинсон в 2000 году проживало 7609 человек. Плотность населения составляла 8.7 человек на квадратный километр.